# Pfarrkirche Grafenberg

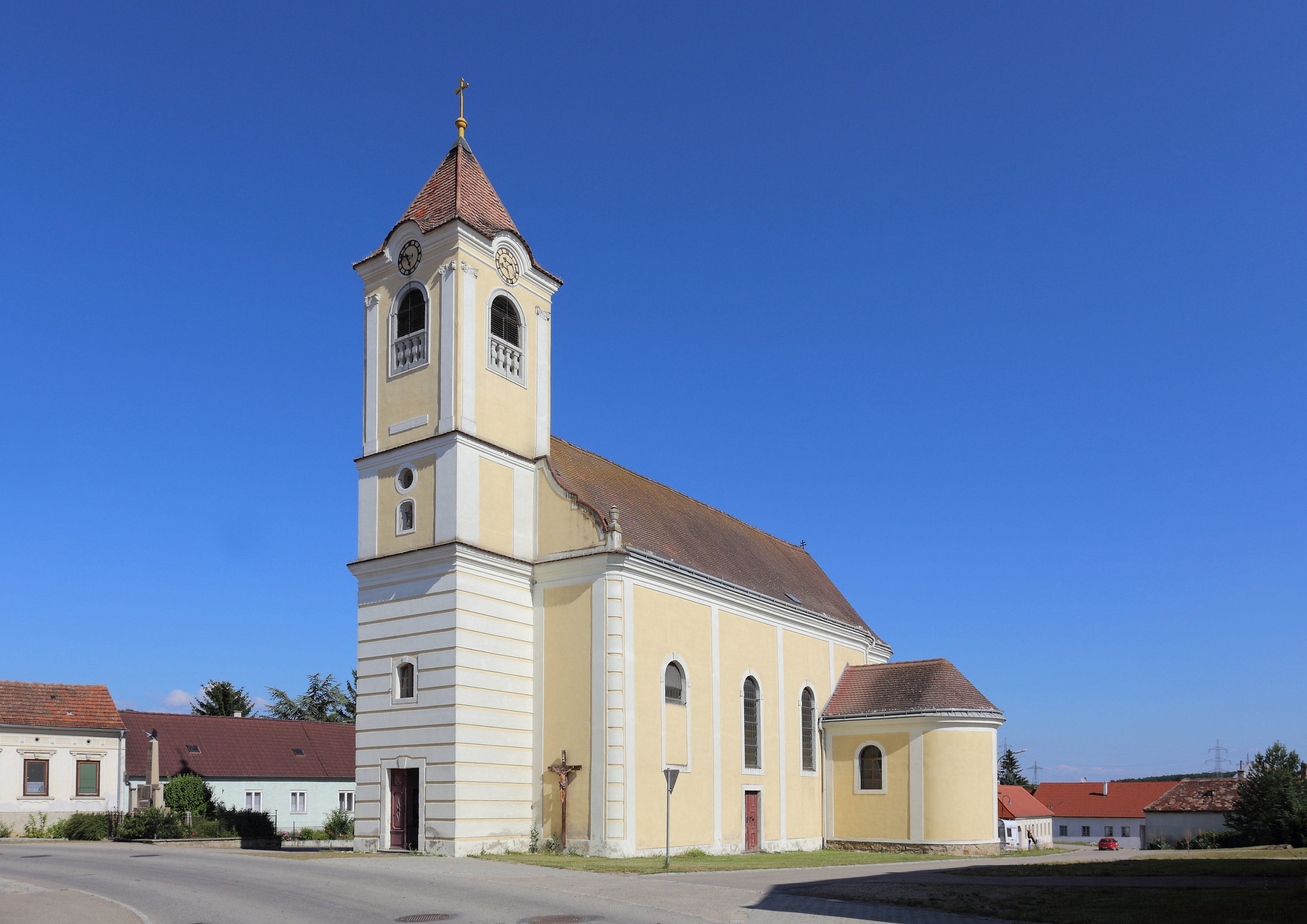
Pfarrkirche Grafenberg v. Südosten

Die Pfarrkirche Grafenberg „Zum heiligen Kreuz“ ist eine nach Norden ausgerichtete römisch-katholische Kirche mit Südturm in Grafenberg, einer Katastralgemeinde von Straning-Grafenberg in Niederösterreich. Sie steht im Zentrum des Ortsgebietes.
Die Pfarre gehört zum Dekanat Sitzendorf im Vikariat Unter dem Manhartsberg und steht unter Denkmalschutz.

## Baubeschreibung

### Außen
Die Pfarrkirche hl. Kreuz ist ein einheitlicher, klassizistischer, genordeter Bau, der im Jahre 1801 errichtet wurde, nachdem im Jahre 1799 die Genehmigung zur Errichtung der Pfarre erfolgte. Die alte Kirche am Standort des heutigen Pfarrhofs war 1798 abgetragen worden. Das lisenengegliederte, einschiffige Gotteshaus verfügt über einen vorgebauten Südturm und einen leicht eingezogenem, korbbogig geschlossenen Chor. An der Westseite liegt eine korbbogige niedrige Kapelle; östlich ein zweigeschoßiger Sakristeianbau mit einer Stiege zur Kanzel unter einem Pultdach. Langhaus und Chor haben abgerundete Kanten, Rundbogenfenster, profiliertes Traufgesims und ein Ziegelsatteldach. Zwischen Blendgiebeln mit Vasenaufsätzen erhebt sich der dreigeschoßige Turm. Dessen Glockengeschoß ist mit Eckpilastern und rundbogigen Schallfenstern ausgestattet. Er wird von einem Pyramidendach mit Uhrengiebeln bekrönt. An der Turmspitze befindet sich eine Turmkugel mit einem Kreuz. Das gebänderte Untergeschoß ist durch ein rechteckiges Portal zugänglich. Darüber ist eine segmentbogige Figurennische zu sehen.

### Innen
Über dem vierjochigen Langhaus befinden sich Platzlgewölbe über Gurtbogen auf Pilastern. Ein Flachbogen auf zwei quadratischen Pfeilern trägt die Westempore mit leicht vorkragender Brüstung. Im eingezogenen Chor bildet eine rundbogige Öffnung im Westen den Zugang zur Kapelle.

## Ausstattung
Der Hochaltar aus der Zeit um 1800 wurde von Martin Grassinger gefertigt. Es ist ein klassizistischer Ädikulaaltar aus Stuckmarmor mit gemaltem Wandaufbau. In einer Flachnische ist ein barockes Kruzifix aus Holz aus der Zeit um das Jahr 1730 angebracht, das von Georg Raphael Donner stammen dürfte. Seitlich befinden sich Engelsfiguren. Auf dem gemauerten Altartisch befindet sich ein marmorierter hölzerner Tabernakel mit Säulchen aus der Zeit um 1800. Der gemalte Kartuschenaufsatz zeigt im Mittelbild Gottvater mit einer Taube.
Die neobarocken Seitenaltäre stammen vom Ende des 19. Jahrhunderts.
Auf eingerollten Konsolen stehen polychromierte Holzfiguren der Heiligen Sebastian, Rochus und Rosalia vom Anfang des 18. Jahrhunderts.
Vom Ende des 19. Jahrhunderts stammt die marmorierte Kanzel. Auf einem Baluster befindet sich die gekehlte Schale des Taufsteines vom Ende des 18. Jahrhunderts. Einige Leinwandbilder vervollständigen die Ausstattung:
Christus am Kreuz mit Mater Dolorosa, eine Fegefeuerszene, die Heiligen Theresia und Johannes Nepomuk bezeichnet „Fuxeder 1845“, Christus am Kreuz aus der zweiten Hälfte des 19. Jahrhunderts sowie das Bild Maria Dreieichen bezeichnet „1861“.

### Orgel
Die Orgel aus 1904 wurde von Franz Capek in Krems an der Donau gefertigt.

### Glocken
Die Glocken sind 1949 von der Gießerei St. Florian gegossen und erklingen in den Tönen a/1, c/2, e/2. 
Weiters ist noch eine Zügenglocke von J. Pfundner im Ton b/2 am Turm vorhanden.